# Galambos Márton (újságíró)
Galambos Márton  magyar újságíró, 2013 óta a Forbes magazin magyarországi főszerkesztője. A 2023-ban 10 éves Forbes Magyarország alapító-főszerkesztője.

## Életpályája
Az Alternatív Közgazdasági Gimnáziumban érettségizett 1999-ben. Egyetemi éveit az ELTE Bölcsészettudományi Kar szociológia szakán és a McDaniel College üzlet és kommunikáció szakán töltötte. Egy évet a berlini Humboldt-Universität-en tanult, Erasmus ösztöndíj keretében. Angol nyelvű tanulmányait a McDaniel College amerikai kampuszán fejezte be, így egy évig az Egyesült Államokban, Maryland államban élt.
2004-ben kezdő újságíróként a Kreatív kommunikációs szaklapnál helyezkedett el, majd 2007-ben újra Berlinbe költözött és ösztöndíjasként részt vett a Freie Universität Berlin egyéves European Journalism Fellowship programján. 2008-tól három éven át a Figyelő üzlet rovatának újságírója volt. Munkáját 2009-ben Minőségi Újságírás Díjjal jutalmazták a „Tízmilliárdok titokban” című cikkért, amely a nemzetbiztonsági indokkal titkosított közbeszerzésekről szólt. A lapnál címlapsztorit írt az akkor még alig ismert Gattyán György milliárdos cégéről és online portáljáról, a jasmin.com-ról. 2011-től az Origo gazdasági rovatvezetője, majd később a lap felelős szerkesztője lett. Innen igazolt a Forbes Magyarországhoz 2013 szeptemberében.
Számos podcastban és tévéműsorban megosztotta karrierútját és forbesos tapasztalatait (többek között Kadarkai Endre, Bólya Imre és Hadas Kriszta műsorában); 2018-ban beszédet mondott a Corvinus Egyetem diplomaátadójan, amit a Youtube-on azóta több tízezren megnéztek.
Angolul és németül beszél, feleségével két gyermeket nevelnek Budapesten. 

## Díjai, elismerései
- Minőségi Újságírásért díj (2009)